# Stomio (Larissa)
Stomio  este un oraș în Grecia în prefectura Larissa.